# Ilhéus da Madalena - Ilha do Pico
Ilhéus da Madalena - Ilha do Pico este o arie protejată (arie specială de conservare — SAC, sit de importanță comunitară — SCI) din Portugalia întinsă pe o suprafață de 143,21 ha, din care 96 % marine.

## Localizare
Centrul sitului Ilhéus da Madalena - Ilha do Pico este situat la coordonatele 38°32′00″N 28°32′50″W / 38.5333°N 28.5472°V.

## Înființare
Situl Ilhéus da Madalena - Ilha do Pico a fost declarat sit de importanță comunitară în iunie 1995 pentru a proteja 2 specii de plante și 9 specii de animale. Situl a fost protejat și ca arie specială de conservare în iunie 2009.

## Biodiversitate
Situată în ecoregiunile  și marină macaroneziană, aria protejată conține 5 habitate naturale: Golfuri mici largi și golfuri puțin adânci, Recifuri, Vegetație perenă pe țărmurile stâncoase, Faleze cu floră endemică de pe coastele macaroneziene, Peșteri marine scufundate complet sau parțial.
La baza desemnării sitului se află mai multe specii protejate:
- plante (2): Azorina vidalii, Spergularia azorica
- păsări (8): stârc cenușiu (Ardea cinerea), pietruș (Arenaria interpres), Calidris alba, Calonectris diomedea, prundăraș de sărătură (Charadrius alexandrinus), Numenius phaeopus, Sterna dougallii, chiră de baltă (Sterna hirundo)
- mamifere (1): delfin mare (Tursiops truncatus)

Pe lângă speciile protejate, pe teritoriul sitului au mai fost identificate 4 specii de plante, 2 specii de păsări, 11 specii de nevertebrate, 9 specii de pești.